# John E. Jones
John Edward Jones (ur. 5 grudnia 1840, zm. 10 kwietnia 1896) – amerykański polityk, ósmy gubernator Nevady.
Jones urodził się w Montgomeryshire w Walii. W 1856 roku jego rodzina emigrowała do Iowa. Wyruszył na Dziki Zachód pracować dla Union Pacific Railroad. W 1869 roku zamieszkał w hrabstwie Eureka w Nevadzie. Zajmował się górnictwem i rolnictwem. W 1883 przyjęto go do Generalnej Inspekcji. Służył w niej dwie kadencje.
W 1895 roku został wybrany gubernatorem Nevady z ramienia Srebrnej Partii. Zmarł we własnym gabinecie, rok później.